# アバノツバニ

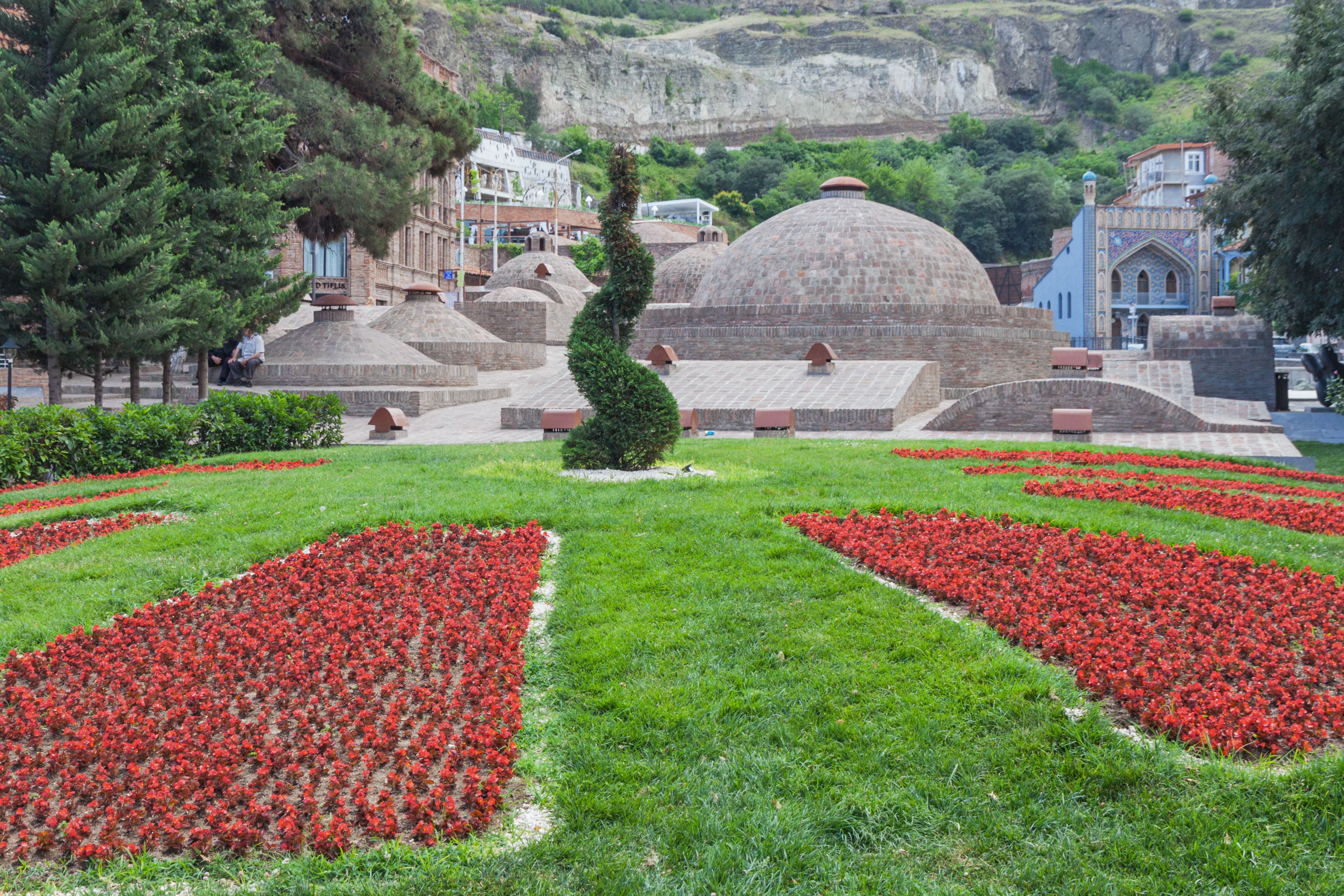
アバノツバニ地区の温泉。ドーム状の建物の内部に温泉がある。

アバノツバニ (グルジア語: აბანოთუბანი、"湯治街"の意味) (Abanotubani)は、ジョージアトビリシにある旧市街の一つである。天然温泉で有名。
クラ川東岸のナリカラ要塞の麓に位置している。

## 歴史

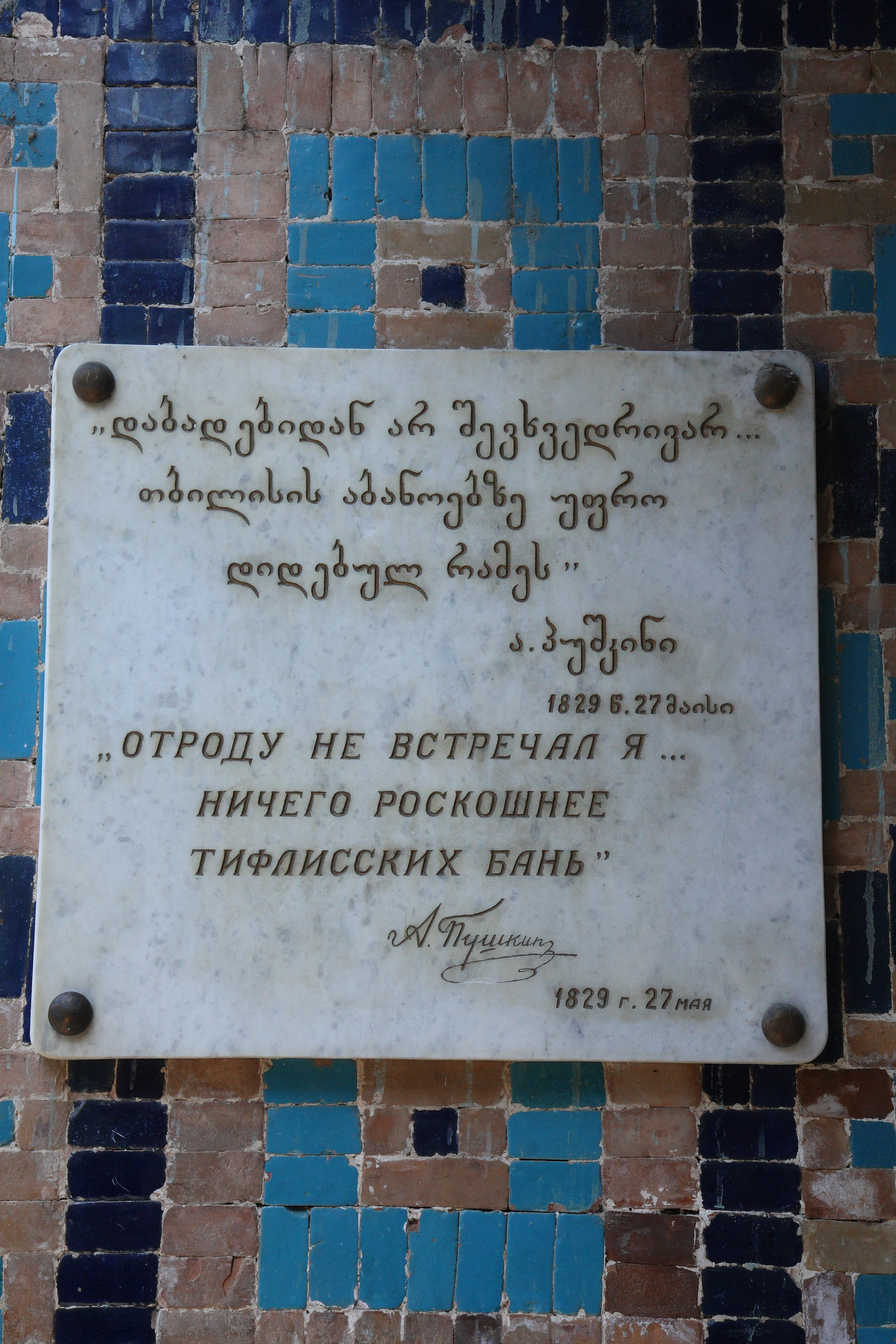
プーシキンの言葉が刻み込まれた銘文

アバノツバニは歴史的に重要な意味合いを持つ場所である。ある日イベリア王国国王のヴァフタング1世が狩りをしていると、彼のハヤブサが傷ついたキジを捕まえてきた。その後王が歩いていると突然彼のハヤブサとキジが水の中に落ち死んでしまった。王が確認するとそこには茹で上がったハヤブサとキジと温かい水、つまり温泉があった。その後ヴァフタング1世はイベリア王国の首都をムツヘタからアバノツバニのある場所に遷都し、その場所はジョージア語で"あたたかい"、"あたたかい場所"を意味するトビリシ(アソムタヴルリ:ႲႡႨႪႨႱႨ, ムヘドルリ: თბილისი)という名前が付けられた。
トビリシがシルクロードの中継地点であるという地政学的要因もあってか、アバノツバニの温泉は現地住民だけではなくアジアやヨーロッパから来た旅人にとっても、人気の場所となった。温泉街の景観も、かつて支配を受けたオスマン帝国の影響から、丸天井の独特なものとなっている。
13世紀には60もの公衆浴場があったとされているが、現在ではたった7棟しか存在しない。
1829年にはロシアの詩人であるアレクサンドル・プーシキンがアバノツバニのオルベリアニ浴場 (Orbeliani Baths)を訪れ、同温泉を豪華な温泉だと評価しており、その言葉は現在オルベリアニ浴場の建物の銘板に刻み込まれている。
座標: 北緯41度41分16秒 東経44度48分40秒 / 北緯41.68778度 東経44.81111度